# Tibor Feldman
Tibor Feldman (Michalovce, 25 april 1947) is een in Tsjecho-Slowakije geboren Amerikaans acteur.

## Filmografie

### Films
Uitgezonderd korte films.
- 2023 Good Egg - als dr. Stanley Markoff
- 2020 Still Here - als rechter Snow
- 2020 About a Teacher - als Daddy
- 2017 Humor Me - als Ed
- 2017 Keep the Change - als Lenny
- 2017 Finding Her - als rechter Snow
- 2016 Vineland - als Arthur
- 2015 Emily & Tim - als Jon Posnick
- 2015 Franny - als dr. Sam
- 2015 Sidewalk Traffic – als Bill
- 2013 Merry Christmas – als Leon Carter
- 2013 Sleeping with the Fishes – als Dr. Leonard Fish
- 2012 Bottled Up – als Dr. Kinski
- 2012 Where Is Joel Baum? – als Reb Hersh
- 2010 Walk My Elephant – als Harold
- 2012 Arbitrage – als rechter Rittenband
- 2012 Smoking/Non-Smoking – als Dr. Hurst
- 2011 Musical Chairs – als Mr. Grinker
- 2011 Trophy Kids – als Ira
- 2010 The Pack – als Dr. Hurst
- 2009 The Ministers – als Phil Morgan
- 2009 The International – als Dr. Isaacson
- 2009 Loving Leah – als Dr. Saloway
- 2009 My Father’s Will – als advocaat van Dunbar
- 2008 Goyband – als Moe
- 2007 Enchanted – als Henry
- 2007 Brooklyn Rules – als professor Foster
- 2006 Nail Polish – als Noah Silverman
- 2006 The Devil Wears Prada – als Irv Ravitz
- 2006 A Guide to Recognizing Your Saints – als leraar
- 2005 David & Layla – als rabbijn Rabinovich
- 2004 Poster Boy – als therapeut
- 2002 New Americans – als man in kerk
- 2001 the Next Big Thing – als man
- 2001 Kissing Jessica Stein – als Roland
- 2001 The Believer – als rabbijn Greenwalt
- 2000 Fast Food Fast Women – als klant fast food restaurant
- 1998 Above Freezing – als Dr. Sheldon
- 1989 Mortal Sins – als Elliot Schmeckler
- 1988 Nothin' Goes Right – als Winnie
- 1986 Zeisters – als Roger Morloche

### Televisieseries
Uitgezonderd eenmalige gastrollen.
- 2022 Partner Track - als Harold Rubenstein - 3 afl.
- 2018 Orange Is the New Black - als rechter Arthur Franklin - 3 afl.
- 2010 The Good Wife - als rechter Ilya Petrov - 2 afl.
- 2010 Rubicon – als Hutch Appleton – 3 afl.
- 2006 Conviction – als Max Breitman – 2 afl.